# Northern (Malawi)
Northern is de noordelijk gelegen regio van Malawi's drie regio's. Het gebied is met net geen 27.000 vierkante kilometer ook het kleinste van de drie. In 2003 telde Northern ongeveer 1,4 miljoen inwoners en daarmee heeft de regio ook de kleinste bevolking. De regionale hoofdstad Mzuzu is met 150.000 inwoners wel de derde stad van het land.

## Grenzen
De regio Northern ligt aan het noordwestelijke deel van het Malawimeer.

De regio grenst aan twee buurlanden van Malawi:
- Drie regio's van Tanzania waarvan twee aan de overzijde van het Malawimeer.
  - Mbeya in het noorden.
  - Iringa in het noordoosten.
  - Ruvuma in het oosten.
- Twee provincies van Zambia:
  - Northern in het noordwesten.
  - Eastern in het westen.

Northern deelt ook één grens met een andere regio:
- Met Central in het zuiden.

## Districten
De regio bestaat uit zes districten:
- Chitipa
- Karonga
- Likoma

- Mzimba
- Nkhata Bay
- Rumphi